# パイロットになろう!
パイロットになろう!(略称 「パイなろ」)はマーベラスインタラクティブ（旧ビクターインタラクティブ）によるフライトシミュレーションゲーム。

## 概要
プレイヤーは航空学校に入学し、様々な飛行訓練をクリアして卒業試験に合格することが目的である。訓練の受講には授業料の支払いが必要であり、そのための資金はアルバイトで稼ぐことになる。
ゲーム開始時に、難易度およびレシプロ機とジェット機のどちらを専攻するかを選択する。いずれも途中での変更はできない。

## キャラクター

### パイロットになろう!
マーク・ウィリアムズ
- 声：銀河万丈

プレイヤーが所属する航空学校の鬼教官。
ナンシー
- 声：鈴木麻里子

プレイヤーが所属する航空学校の受付係。真面目で心優しい性格。学費の支払いの受付も担当。
ケイト
- 声：富沢美智恵

プレイヤーが所属する航空学校の学生課担当。明るくハキハキとした性格。プレイヤーに学費を稼ぐためのアルバイトを紹介してくれる。

### パイロットになろう! 2
マーク・ウィリアムズ
- 声：銀河万丈

男性教官。39歳。前作より引き続いての登場となるが、鬼教官ぶりは薄れ、紳士的な人物となっている。
マリア・ブラウン
- 声：岡村明美

女性教官。29歳。今作で初登場。
ジョン・デハビラント
- 声：真殿光昭

24歳男性。プレイヤーの後輩。職業編でプレイヤーにブリーフィングを行う。
シンディ・ジョンソン
- 声：小島幸子

22歳女性。プレイヤーの後輩。職業編でプレイヤーにブリーフィングを行う。

## 登場機種

### パイロットになろう!

#### レシプロ
- ULTRA LIGHT PLANE
- CESSNA C172RG
- EMB312 TUCANO
- F4U4 CORSAIR
- A1H SKYRAIDER
- J2M3 RAIDEN
- MOSQUITO FB.MK6
- XF2R-1 DARK SHARK
- SPITFIRE MK5
- MESSERSCHMITT BF109E
- OV-10A BRONCO
- C130 HERCULES
- B17

#### ジェット
- CESSNA T37 TWEET
- KASAWAKI T4
- F16B FIGHTING FALCON
- A10 THUNDERBOLTII
- F/A18 HORNET
- MIG-29 FULCRUM
- EFA EUROFIGHTER2000
- F5E TIGERII
- F4E PHANTOM
- JAS39 GRIPEN
- SU-35 FLANKER
- AN72 COALER
- E4B
- SUPER SHIMADA 3C

### パイロットになろう!2

#### レシプロ
- C-172RG
- T-28
- A6M3
- P38
- Bf-109E
- F4U4
- A-1H
- B-17
- C-130
- DC3
- YS11
- Super Constellation
- PBY-5A

#### ジェット
- T-4
- F-4
- F-14
- F-15
- F/A-18C
- EF2000
- A-10
- FB-111
- C-1
- B-747
- LEAR JET
- CONCORDE
- XB-70